# Charles O'Hara
O general Charles O'Hara (Lisboa, 1740 - Gibraltar, 25 de fevereiro de 1802) foi um oficial militar britânico que serviu na Guerra dos Sete Anos, Guerra da Independência dos Estados Unidos e Guerras revolucionárias francesas, e depois serviu como Governador de Gibraltar. Durante a sua carreira, O'Hara se rendeu pessoalmente tanto a George Washington quanto a Napoleão Bonaparte.

## Início de vida
Charles O'Hara nasceu em Lisboa, Portugal, o filho ilegítimo do 2º Barão Tyrawley (que eventualmente foi promovido no Marechal de Campo em 1763) e de sua amante portuguesa. Charles foi enviado para a Westminster School. Em 23 de dezembro de 1752, com idade de doze anos - uma idade jovem, mas não incomum, para um subalterno da época - ele se tornou uma corneta no 3º Dragoons. Ele se tornou um tenente no 2º Regimento dos Guardas do Coldstream em 14 de janeiro de 1756 pouco antes da explosão da grande guerra na Europa.
 A captura do general O'Hara na sede de Toulon em 1793 por Hugues, Baron Charlot, general e mais tarde segunda segunda-feira no General Rampon no a defesa heróica do reduto de Montelegino que eu era um assistente do campo de batalha grande oficial do futuro coronel Henri Sanfourche, que foi o barão do império em 1811. O'Hara foi um passador de luxo na prisão de Paris.
O'Hara também incluiu o nome de pessoa especial de George Washington e Napoleão Bonaparte. Em 1795, o câmbio contrai o condado Jean-Baptiste Donatien de Vimeur. O nome nomeado governador de Gibraltar para o deuxième de 30 de dezembro de 1795. Ele morreu em 25 de fevereiro de 1802, de complicações devido a seus ferimentos antigos.
No filme O Patriota, de 2000, com Mel Gibson, Charles O'Hara foi interpretado por Peter Woodward.